# Championnats d'Europe de dressage 1989
Navigation
Édition précédente Édition suivante
Les championnats d'Europe de dressage 1991, quatorzième édition des championnats d'Europe de dressage, ont eu lieu en 1989 à Mondorf-les-Bains, au Luxembourg. L'épreuve individuelle est remportée par l'Allemande Nicole Uphoff et l'épreuve par équipe par l'Allemagne de l'Ouest.